# التهاب الشغاف العدوائي
الْتِهابُ الشَّغافِ العَدْوائِيُّ (بالإنجليزية: Infective Endocarditis) هو عدوى تصيب طبقة الشغاف في القلب، فقد تصيب صمامات القلب، شَغاف القلب أو عيباً حاجزياً في القلب. قد يسبب المرض قصوراً في الصمامات، الأمر الذي قد يسبب فشل قلبٍ احتقانياً مُعَنِّداً (مقاوماً للشفاء) أو خُراجات في القلب. إنْ تُرك المرض بدون علاج، فإن المرض يكون مميتاً عادةً. يُعَد هذا المرض نادراً في الغرب (22 لكل مليون) إلا أنه أكثر انتشاراً في الدول النامية. يمكن تقسيم المرض إلى التهاب شغاف عدوائي حاد والتهاب شغاف عدوائي دون الحاد.

## الفيزيولوجيا المرضية
يصيب المرض صمامات القلب؛ حيث يصيب -بالترتيب تنازلياً- الصمام المترالي يتبعه الصمام الأبهري، ثم الصمام المترالي والصمام الأبهري مُجتَمِعَيْن، ثم الصمام ثلاثي الشُّرَف، ونادراً ما يُصاب الصمامُ الرئوي. يتكون في هذا المرض نابتاتٌ (بالإنجليزية: Vegetations) في مكان وجود البكتيريا. عملية تكوُّن النابتات تتكون بشكل عام من الخطوات التالية: إصابة عضل القلب، ثم تكوُّن النابتة، ثم إضرار القلب.

### إصابة عضل القلب
يحدث المرض عادة في المناطق المصابة من القلب، إلا أن بعض البكتيريا المُفَوَّعة (الفتاكة) مثل العنقودية الذهبية (بالإنجليزية: staphylococcus aureus) قد تُحدِث مرضاً بدون إصابة سابقة، إلا أن هذا قليل. كثيرٌ من الآفات الخلقية والمكتسبة في القلب تتعرض للإصابة والضرر بسبب التدفق العالي للدم، ومثالها عيب الحاجز البطيني، أو قَلَس الصمام المترالي، أو قلس الصمام الأبهر والتي قد تكون مستقرة نسبياً. على العكس من ذلك، فإن مناطق الآفات غير المستقرة نسبياً (مثل عيب حاجز أذيني كبير) فإن احتمال حدوث التهاب الشغاف العدوائي فيه قليل، لأن ضغط الدم المارَّ به قليل. قد يحدث ضرر للصمامات أيضاً بسببٍ قِثطارٍ أو أية أداة أخرى قد تسبب سَحْجاً للشغاف، كما قد يحدث الضرر بسبب إدخال مواد ملوِّثة إلى داخل الدم، كما يحدث عند متعاطي المخدرات عن طريق الوريد.

### تكون النابتة
تتكون النابتة (بالإنجليزية: Vegetation) في التهاب الشغاف العدوائي من فِبرين، وصفائح دموية، وبكتيريا في الجزء الداخلي منها. تكوّن الخثرة عادة ما يلي إصابة القلب، حيث تتكون خثرة معقمة (خالية من البكتيريا)، حيث يترسب الفِبرين، والصفائح الدموية في مكان الضرر. ولكن أحياناً تتكون خثرة بدون وجود إصابة في القلب، وذلك يحدث في حالات الإجهاد الفيزيولوجي، كحالات فرط التحسس واختلافات الهرمونات. تُنقل البكتيريا، عبر الدم، من الأماكن التي تحتوي على كميات كبيرة من البكتيريا في الجسم، مثل تجويف الفم، والأمعاء، والجهاز التناسلي البولي، هذه البكتيريا المنتقلة عبر الدم قد تلتصق بمكان الإصابة في القلب. «تنضج» هذه النابتة عندما يزيد ترسيب الفبرين عليها. البكتيريا الموجودة داخل النابتة تكون محمية من وصول البلعميات (الخلايا بالعة تقوم بابتلاع وتحطيم الأجسام الغريبة)؛ لأن أغلب البكتيريا تكون داخل النابتة وبعيدة عن التغذية الدموية.

### إضرار القلب
قد يحدث قلس في الصمام المصاب (أو يزداد إن كان موجوداً أصلاً)، وذلك إذا سَبَّب التهاب الشغاف انفتالاً (بالإنجليزية: distortion) في النسيج، أو ثقباً في شرفة الصمام، أو تمزيقاً في الحبال الوترية القلبية.

### الأحياء الدقيقة
أكثر من ثلاثة أرباع الحالات يكون سببها المكورات العنقودية (بالإنجليزية: staphylococci) أو العِقْدِيّات (بالإنجليزية: streptococci). هناك مجموعة من البكتيريا العقدية اسمها العِقديّات المُخَضِّرة (بالإنجليزية: viridans) وهي بكتيريا مُطاعِمة (أي انها كائن حي يتغذى على كائن حي آخر دون أن يتأثر الآخر) في الجزء الأعلى من جهاز التنفس (كالفم مثلاً) والتي يمكن أن تدخل الدم خلال المضغ، أو فرشنة الأسنان، أو خلال عمل عملية في الأسنان مثلاً، ويعد أفراد هذه المجموعة سبباً شائعاً في التهاب الشغاف العدوائي دون الحاد.
تشكل العنقودية الذهبية أكثر البكتيريا التي تسبب التهاب الشغاف العدوائي الحاد، فهي تشكل أكثر من ربع الحالات. قد تبدأ العدوى بالعنقودية الذهبية عن طريق الجلد، أو من خراج، أو من أماكن الوصول إلى الأوعية الدموية كالقثطرة الوريدية أو عن طريق حقن المخدرات عبر الوريد بشكل خاطئ. تعرف العنقودية الذهبية بأنها مفوعة (فتاكة) ومُغيرة (على الأنسجة الحية)، كما أنها تقوم بتدمير الصمام بسرعة وتُكَوِّن الخُراجات. أما بالنسبة لأكثر البكتيريا التي تصيب القلب بعد العمليات الجراحية على القلب فهي العُنقودية البَشْرَوية وهي أحد البكتيريا التي تعيش بشكل طبيعي على الجلد (مطاعمة).
| البكتيريا                     | جميع المصابين (ن=2781) - ن (%) | ذوو صمام طبيعي (ن=1644) - ن (%) | ذوو أداة داخل القلب (ن=735) - ن (%) |
| ----------------------------- | ------------------------------ | ------------------------------- | ----------------------------------- |
| العنقودية الذهبية             | 869 (31)                       | 457 (28)                        | 189 (26)                            |
| مجموعة العقديات المُخَضِّرة       | 483 (17)                       | 345 (21)                        | 84 (11)                             |
| بكتيريا أخرى                  | 958 (34)                       | 594 (36)                        | 301 (41)                            |
| فُطريات / خميرة                | 45 (2)                         | 16 (1)                          | 25 (3)                              |
| متعدد المكروبات               | 28 (1)                         | 16 (1)                          | 5 (1)                               |
| مكروبات أخرى أو سلبية المزرعة | 398 (14)                       | 216 (13)                        | 131 (18)                            |

## الأعراض والعلامات
1. حمى (90 %)، وتسرع القلب ورعشة.
2. أعراض عامة: ضعف وفقد الشهية ونقص الوزن وكثرة العرق ووجع المفاصل.
3. أعراض في القلب: أصوات في القلب.
4. أعراض جلدية: حبرات وعقد - Osler وأذية - Janeway.
5. تضخم الطحال

## التشخيص
هناك معايير رئيسية لتشخيص التهاب الشغاف العدوائي، وأخرى فرعية.
وحتى يتم تشخيص المريض بالتهاب الشغاف العدوائي يجب أن يكون لديه إما معياران رئيسيان، أو معيار رئيسي واحد وثلاثة فرعية، أو 5 معايير فرعية.
هذه المعايير وُضِعت من قبل ديوراك وزملائه للوصول إلى تشخيص نهائي لمرضى التهاب الشغاف العدوائي.

### المعياران الرئيسيان
- أن تكون نتائج زراعة الدم موجبة، وذلك يكون بأحد التالية:
  - زراعتان دمويتان للمريض تكونان موجبتان لكائن حي يسبب التهاب الشغاف العدوائي عادة.
  - زراعتان دمويتان موجبتان، بحيث يكون الفرق بين الزراعة الأولى والثانية 12 ساعة أو أكثر.
  - ثلاث زراعات موجبة، بحيث يكون الفرق بين كل منها ساعة أو أكثر.
- أن تكون نتائج تخطيط صدى القلب موجبة لالتهاب الشغاف العدوائي، وذلك يكون بأحد التالية:
  - أن تكون نتيجة التخطيط موجبة، وأن يكون ذلك بوجود كتلة متذبذبة على صمام، أو على مادة مزروعة، وذلك بدون وجود تفسير آخر.
  - خراجة في عضل القلب
  - وجود تفزر (وهو التمزق بعد الخياطة) جزئي حول صمام صناعي
  - وجود قلس صمامي جديد [5]

### المعايير الفرعية
- وجود عوامل قلبية تؤهب المريض لهذا المرض، أو استخدام العقاقير المأخوذة بالوريد
- درجة حرارة 38 درجة مئوية أو أكثر
- ظاهرة وعائية، وتتمثل في أحد الآتية: وجود صمة شريانية (وهي خثرة تغادر مكانها الأصلي وتذهب إلى شريان ما)، أو أم الدم الفُطرية الشكل، أو نزيف داخل القحف، أو آفة جينواي (Janeway Lesion) (وهي آفة حمراء غير مؤلمة تظهر على راحة أو أخمص المريض)،
- ظاهرة مناعية، وتتمثل في أحد الآتية: التهاب كبيبات الكلى، أو عُقَد أوسلر (Osler's Nodes) (وهي عُقَيدات بقطر أقل من 0.5 سم تظهر على أصابع اليد أو القدم)، أو بقع روث (بقع دموية تكون موجودة في الشبكية).
- وجود نتيجة موجبة لزراعة الدم لكائن حي يمكن أن يصيب بالتهاب الشغاف العدوائي، ولكن نتيجة الزراعة لا توافق تماماً أحد معايير النتيجة الموجبة أعلاه.
- نتيجة موجبة في تخطيط صدى القلب لالتهاب الشغاف العدوائي، ولكن النتيجة لا توافق تماماً معايير النتيجة الموجبة أعلاه.[5]